# Astragalus duplostrigosus
Astragalus duplostrigosus es una especie de planta del género Astragalus, de la familia de las leguminosas, orden Fabales.

## Distribución
Astragalus duplostrigosus se distribuye por Siria, Irak e Irán.

## Taxonomía
Fue descrita científicamente por Post & Beauverd. Fue publicado en J.E.Dinsmore, Pl. Post. 1: 5 (1932).
Sinonimia
- Astragalus hamrinensis Hausskn. & Bornm. ex Bornm.